# Ezechiël (boek)

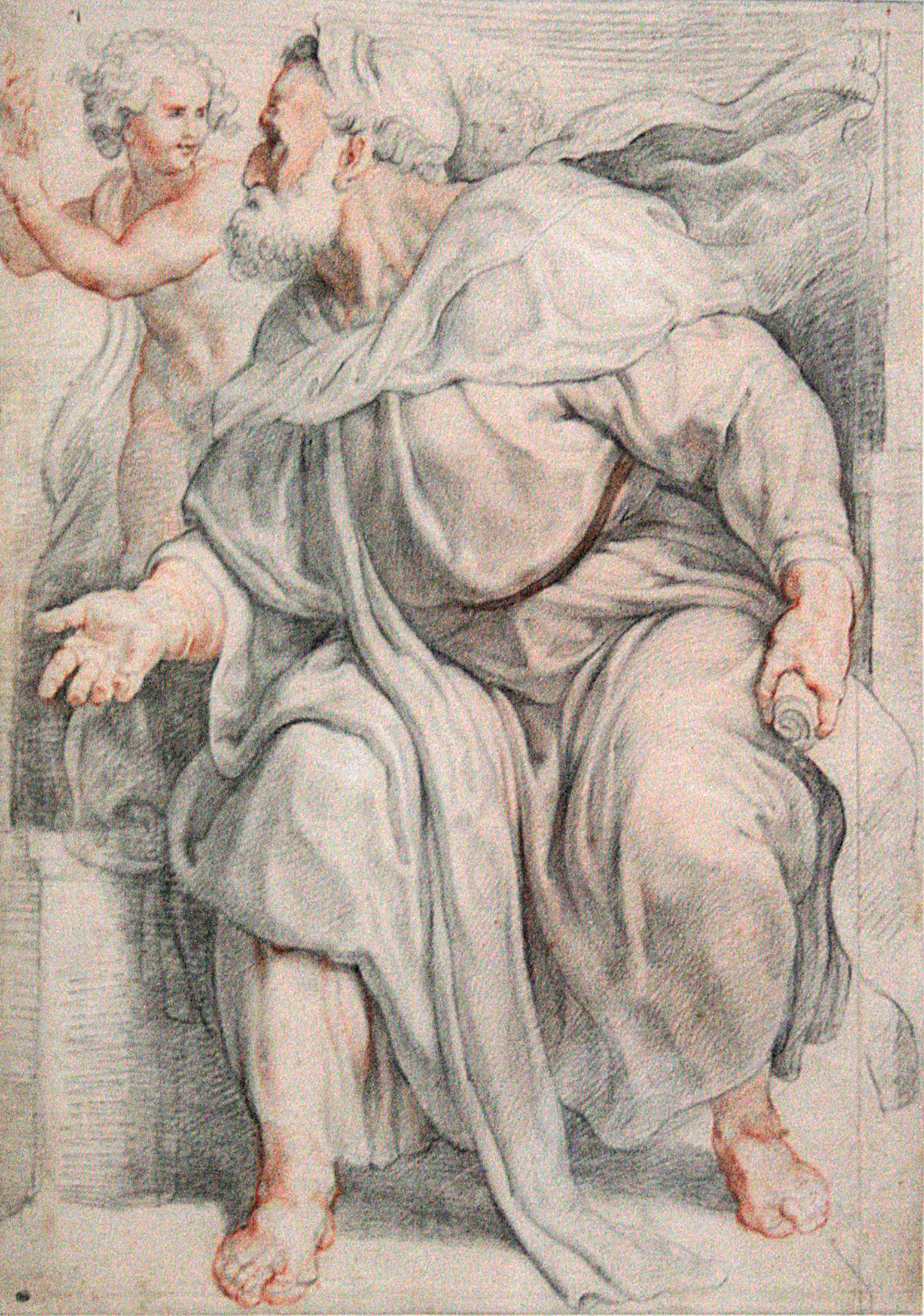
De profeet Ezechiel door Peter Paul Rubens (1609-1610) in het Louvre.

Ezechiël (Hebreeuws: יְחֶזְקֵאל, Jêchezqeel, "sterk is God" of "hij zal door God versterkt worden") is een boek in de Hebreeuwse Bijbel, dat wordt toegeschreven aan de gelijknamige profeet. In de Tenach valt het boek onder de Neviim en het boek behoort tot de christelijke canon.

## Inhoud
De inhoud van het boek kan in een aantal delen worden samengevat:
- Het roepingsvisioen van Ezechiël, bij de rivier Khabur (hoofdstuk 1-3)
- Waarschuwing tegen valse profeten, voor de ophanden zijnde val van Jeruzalem (hoofdstuk 4-5). Een aantal gebruikte handelingen toont zijn grote bekendheid met de Levitische wetten. (Zie Exodus 22:30; Deuteronomium 14:21; Leviticus 5:2; 7:18,24; 17:15; 19:7; 22:8 etc.)
- Profetieën tegen verschillende omliggende landen: Ammonieten (25:1-7), Moabieten (8-11), Edomieten (12-14), Filistijnen (15-17), Tyrus en Sidon (26-28) en Egypte (29-32).
- Troostwoorden na de verwoesting van Jeruzalem door Nebukadnezar: de overwinning van Israël en van het koninkrijk van God op aarde, het rijk van de Messias (hoofdstuk 33-39); en het nieuwe Jeruzalem (40-48) met de uitgebreide beschrijving van de derde tempel.

Ezechiëls profetieën worden gekenmerkt door de symbolische en allegorische voorstellingen. De profetieën van Ezechiël hebben dit gemeen met de tweede helft van het boek Daniël en de profetieën van Zacharia. "Ze ontvouwen een rijke serie van majestueuze visioenen en een geweldige symboliek." Opvallend vaak krijgt Ezechiël ook opdracht om zijn profetieën beeldend aan zijn volk te brengen (4:1-4; 5:1-4; 12:3-6; 24:3-5; 37:16 etc.). "Deze wijze van presentatie, waarin symbolen en allegorieën een prominente plaats innemen, geven het boek een mysterieuze overschaduwing, die bijna ondoordringbaar is. Sint-Hiëronymus noemt het boek 'een labyrint van Gods mysteriën'. Het was precies om deze reden dat de Joden iemand verboden het boek te lezen voordat hij dertig jaar oud was.
Ezechiël munt uit in zijn citaten uit de Thora/Pentateuch (bijvoorbeeld Ezechiël 27; 28:13; 31:8; 36:11, 34; 47:13, etc.). Hij laat ook zien dat hij bekend is met de geschriften van Hosea (37:22), Jesaja (8:12; 29:6), en vooral ook van Jeremia, zijn oudere tijdgenoot (Jeremia 24:7, 9; 48:37).

## Gebruik van Ezechiël in het Nieuwe Testament
De slothoofdstukken van het boek worden ook gebruikt in het boek Openbaring van Johannes. Ezechiël 38 is vergelijkbaar met Openbaring 20:8; Ezechiël 47:1-8 met Openbaring 22:1,2. Andere aanhalingen uit dit boek in het Nieuwe Testament vinden we in Romeinen 2:24 met Romeinen 10:5, Galaten 3:12 met Ezechiël 20:11; 2 Petrus 3:4 met Ezechiël 12:22.